# Гидіна
Гидіна (словац. Hydina) — річка в Словаччині; ліва притока Бебрави. Протікає в окрузі Бановці-над-Бебравою.
Довжина — 14.3 км. Витікає з озерця в масиві Стражовске-Врхи біля колишнього селища Латковце (сучасна частина Угровця) на висоті 285 метрів. Впадає Мєзговський потік
Протікає територією сіл Угровець; Брезолупи; Височани (як межа з селом Правотиці); Недашовці; Остратиці.
Впадає в Бебраву на висоті 185 метрів.